# Sowjetisches Ehrenmal (Tiergarten)

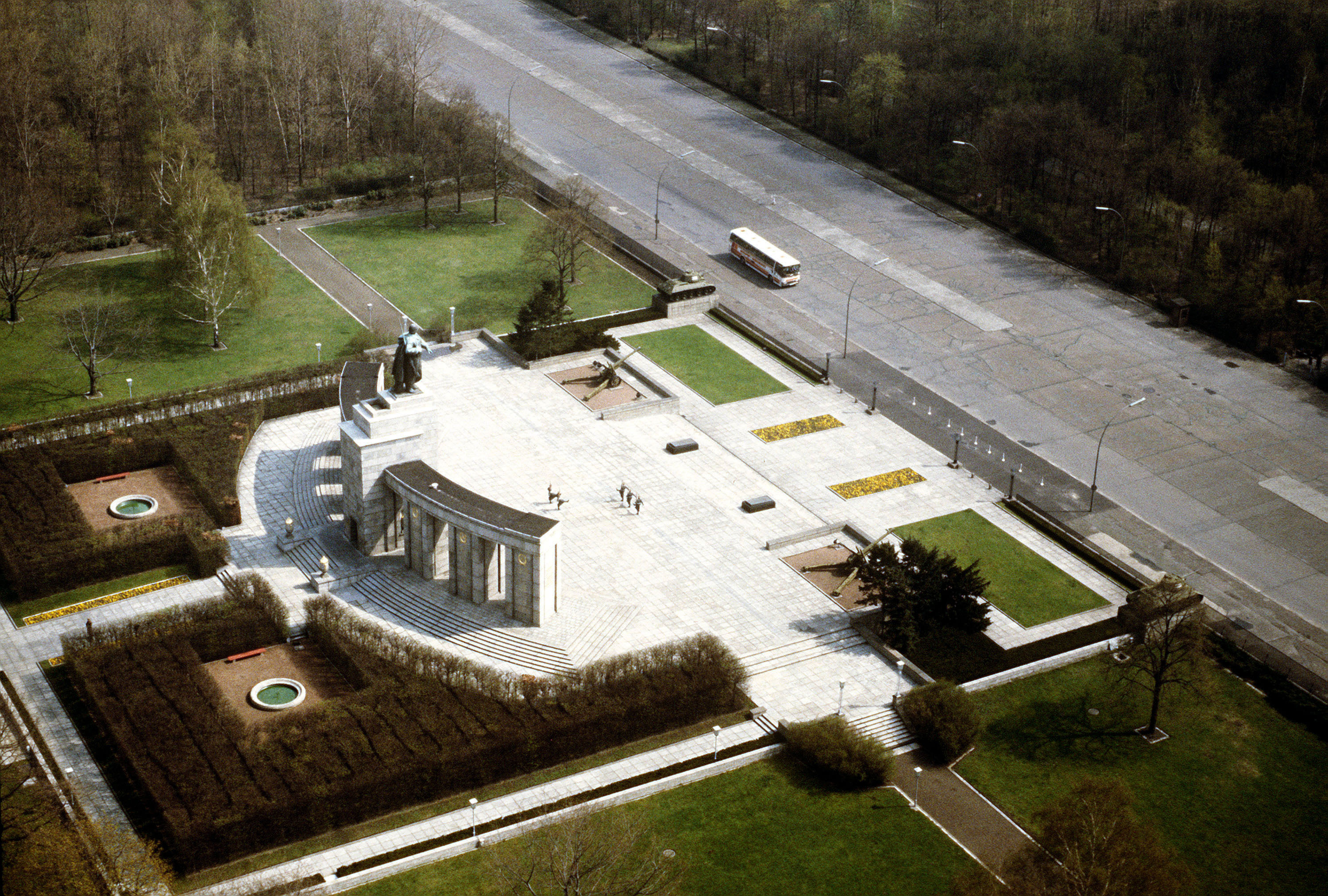
Gesamtansicht, 1983

Das Sowjetische Ehrenmal im Tiergarten ist eines von mehreren Kriegsdenkmälern in der deutschen Hauptstadt Berlin, die von der Sowjetunion zum Gedenken an ihre Kriegstoten errichtet wurden, insbesondere an die Soldaten der sowjetischen Streitkräfte, die während der Schlacht um Berlin im April und Mai 1945 gefallen sind. 
Das Ehrenmal wurde 1945 erbaut im Großen Tiergarten im Berliner Ortsteil Tiergarten (Bezirk Mitte) an der Straße des 17. Juni.

## Sowjetische Ehrenmale in Berlin

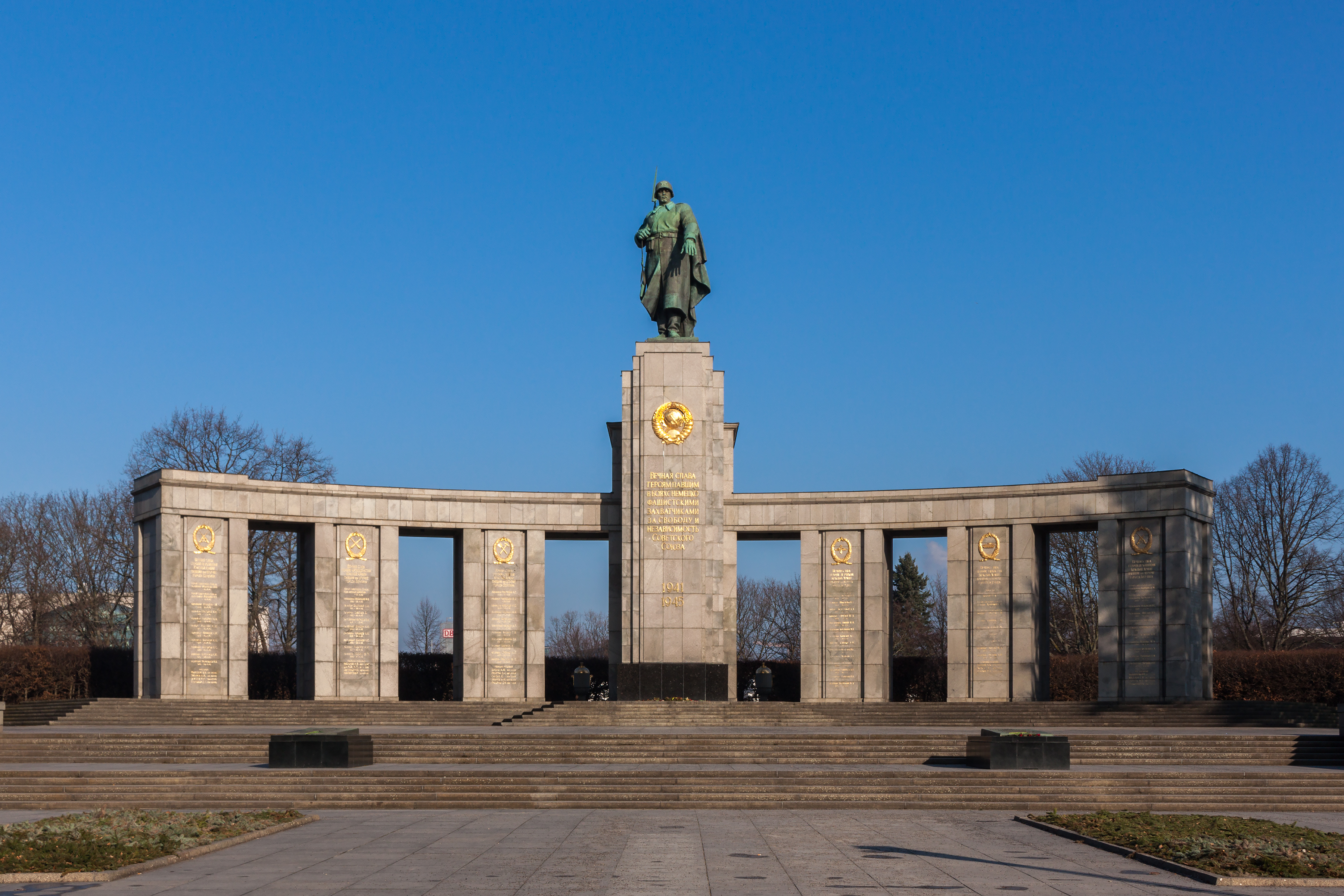
Vorderansicht der Anlage

Nach dem Ende des Zweiten Weltkriegs wurden von der Roten Armee im Stadtgebiet von Berlin vier sowjetische Ehrenmale angelegt. Sie sollten an die getöteten Rotarmisten erinnern, insbesondere an die etwa 80.000 Soldaten, die bei der Schlacht um Berlin gefallen waren. Diese Ehrenmale sind nicht nur Denkmale an den Sieg, sondern zugleich Gedenkstätten in Verbund mit Soldatenfriedhöfen und somit sowjetische Kriegsgräberstätten in Deutschland. Das zentrale Ehrenmal ist die große Anlage im Treptower Park (Treptower Park). Daneben entstand das Ehrenmal im Großen Tiergarten, das Ehrenmal in der Schönholzer Heide (Schönholzer Heide) und das Ehrenmal im Bucher Schlosspark (Berlin-Buch). Die beiden letztgenannten befinden sich im Bezirk Pankow.

## Standort und Einweihung des Bauwerks

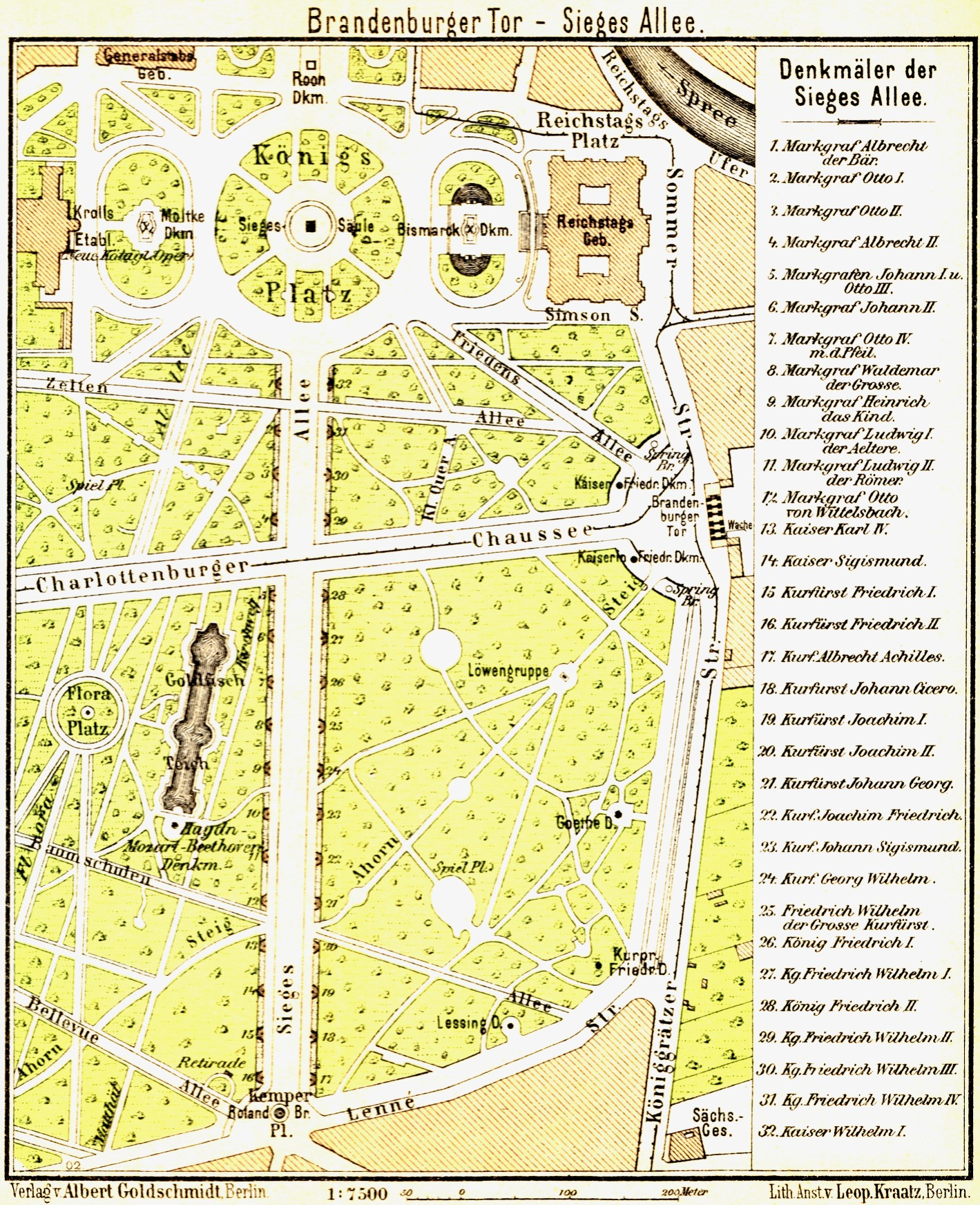
Historischer Plan der Siegesallee mit der Siegessäule als nördlichen und dem Rolandbrunnen als südlichen Abschluss, an der Kreuzung mit der damaligen Charlottenburger Chaussee wurde das Sowjetische Ehrenmal errichtet

Das Ehrenmal wurde aufgrund eines Beschlusses des Kriegsrats der 1. Weißrussischen Front von den Bildhauern Lew Kerbel und Wladimir Zigal gemeinsam mit dem Architekten Nikolai Sergijewski entworfen und an der Kreuzung der Siegesallee mit der damaligen Charlottenburger Chaussee (heute: Straße des 17. Juni) errichtet. Es wurde als Riegel errichtet, quer zu der damals existierenden wilhelminischen Siegesallee (erbaut in den Jahren 1895–1901). Dieses Ehrenmal ist das letzte auf dem Kampfweg der 1. Weißrussischen Front von Küstrin über Seelow bis Berlin. Am 11. November 1945 wurde das Ehrenmal mit einer Parade der alliierten Truppen eingeweiht.

## Geschichte
Das Ehrenmal lag auf dem Territorium des Britischen Sektors von Berlin. Der Viermächtestatus Berlins erlaubte jedoch die Bewachung durch sowjetische Soldaten. Nach dem Bau der Berliner Mauer im Jahr 1961 wurde es durch die britische Besatzungsmacht abgeriegelt und gesichert.
1970 schoss der West-Berliner Hilfspfleger Ekkehard Weil auf einen am Ehrenmal aufgestellten sowjetischen Wachsoldaten, der bei dem Anschlag von zwei Kugeln getroffen wurde und überlebte. Der Attentäter hatte die Tat für den 7. November, den 53. Jahrestag der Oktoberrevolution, geplant, und zuvor mit roter Farbe Parolen in den Tiergarten gemalt. Weil verübte später weitere  rechtsterroristische Anschläge.
In einer Sitzung des 7. Deutschen Bundestages bezeichnete der Abgeordnete Lorenz Niegel (CSU) das Denkmal im November 1975 als „demütigendes Siegerdenkmal im freien Teil der Stadt Berlin“.
Bis zum 22. Dezember 1990 waren Ehrenwachen der Sowjetarmee am Ehrenmal stationiert. Danach wurde die Anlage an die Stadt Berlin übergeben.
Das wiedervereinigte Deutschland verpflichtete sich mit dem bilateralen Abkommen vom 16. Dezember 1992 zwischen der Regierung der Bundesrepublik Deutschland und der Regierung der Russischen Föderation über Kriegsgräberfürsorge völkerrechtlich zum dauerhaften Schutz des Ehrenmals.
Umfangreiche Instandsetzungen fanden Mitte der 1990er Jahre und 2014 im Vorfeld des 70. Jahrestages des Kriegsendes statt. Unter anderem wurden die Bronzeskulptur des Rotarmisten neu verankert, die Geschütze und Panzer grundsaniert sowie die Inschriften und Embleme neu vergoldet.
Angesichts des seit 2022 andauernden russischen Angriffskriegs auf die Ukraine forderte die CDU-Abgeordnete des Berliner Abgeordnetenhauses, Stefanie Bung, die Geschütze und Panzer des sowjetischen Ehrenmals in Berlin-Tiergarten zu entfernen. Nach ihrer Ansicht steht „der Panzer in Tiergarten nicht mehr nur für die Befreiung Deutschlands vom Nazi-Faschismus, sondern für die aggressive, territoriale Grenzen und Menschenleben missachtende Kriegsführung des Putin-Regimes.“ Einige Tage später verhüllten Unbekannte die beiden Panzer mit großen Fahnen in den Nationalfarben der Ukraine, wogegen die Russische Botschaft beim Auswärtigen Amt protestierte.

## Die Opfer
Im rückwärtigen – gärtnerisch gestalteten – Teil der Anlage liegen die Gräber sowjetischer Soldaten. Ihre genaue Zahl ist nicht bekannt, die Angaben hierzu bewegen sich zwischen 2000 und 2500 gefallener Rotarmisten. Hier ruhen im April und Mai 1945 bei den Kämpfen um Berlin gefallene sowjetische Soldaten. Auf den zwei großen Grasflächen hinter dem Ehrenmal befinden sich keine Grabsteine mit den Namen der Verstorbenen. Auf den Säulen des Ehrenmals sind auf Vorder- und Rückseite Namen verzeichnet.

## Die Anlage
Das Zentrum des Ehrenmals besteht aus einer – zur Straße hin – nach innen gewölbt angeordneten Pfeilerreihe mit einem zentralen größeren Pfeiler als Sockel für eine acht Meter hohe Bronzestatue. Die Plastik zeigt einen Rotarmisten mit geschultertem Gewehr. Der Soldat erweist den Toten mit einer Geste der linken Hand seine Ehre. Darunter ist eine russischsprachige Inschrift angebracht, die links außen am Denkmal englisch und rechts außen auch auf Deutsch wiedergegeben wird:

„Ewiger Ruhm den Helden, die in dem Kämpfen mit den deutsch-faschistischen Eindringlingen für die Freiheit und Unabhängigkeit der Sowjetunion fielen!“

An den Pfeilern finden sich Texte, die auf die unterschiedlichen Waffengattungen verweisen, sowie die Namen von gefallenen Soldaten. Den Zugang zum Ehrenmal flankieren zwei T-34/76-Panzer und zwei Kanonen, die in der Schlacht um Berlin im Einsatz waren. Rechts und links vom Hauptweg stehen zwei Sarkophage mit den Namen gefallener Offiziere.
Es gibt zahlreiche Vermutungen, dass Teile der abgerissenen Neuen Reichskanzlei als Baumaterial für verschiedene Ehrenmäler gedient haben. Der Kunsthistoriker Hans-Ernst Mittig gibt an, dass für das Ehrenmal in Tiergarten lediglich Kalkstein von den Außenwänden des Gebäudes verwendet worden sein kann, da es nicht aus Marmor besteht.

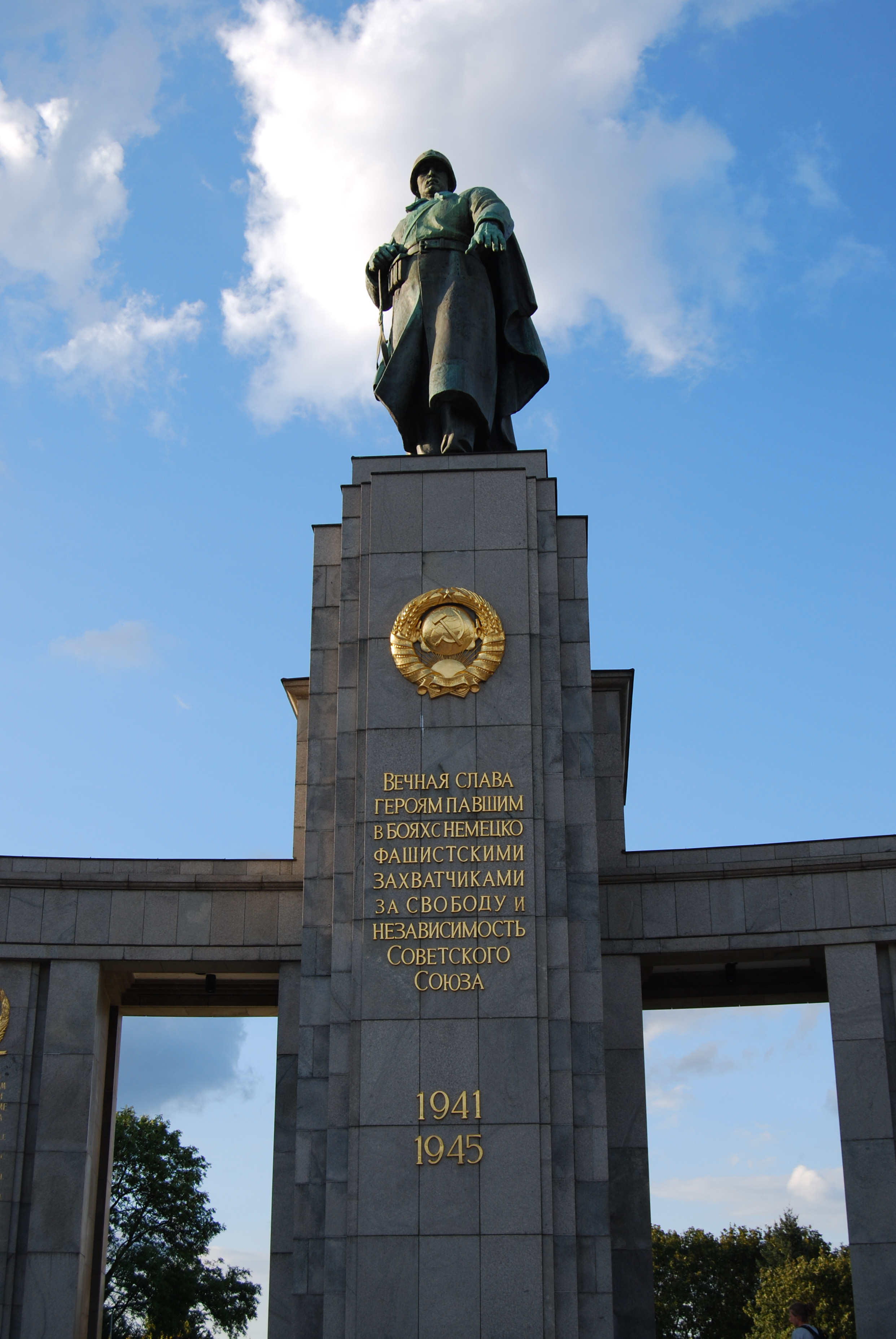
Russische Inschrift des sowjetischen Sieges auf der zentralen Säule des Denkmals und Gedenken an die Toten des Großen Vaterländischen Krieges
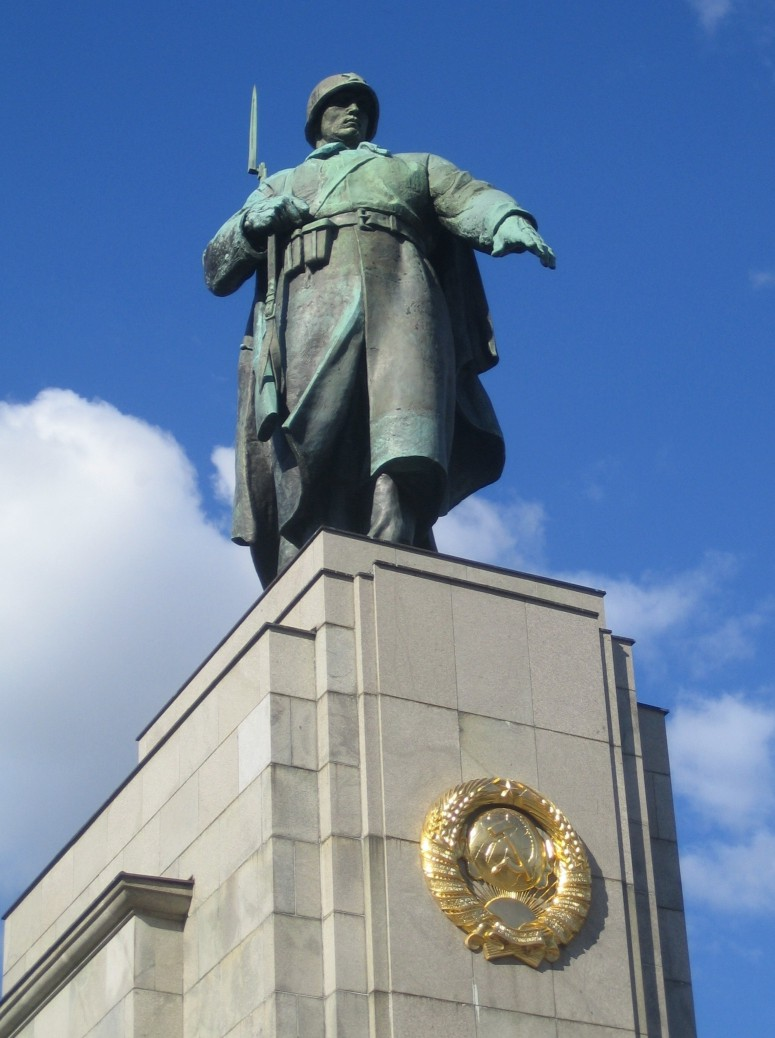
Statue des Rotarmisten von Lew Kerbel
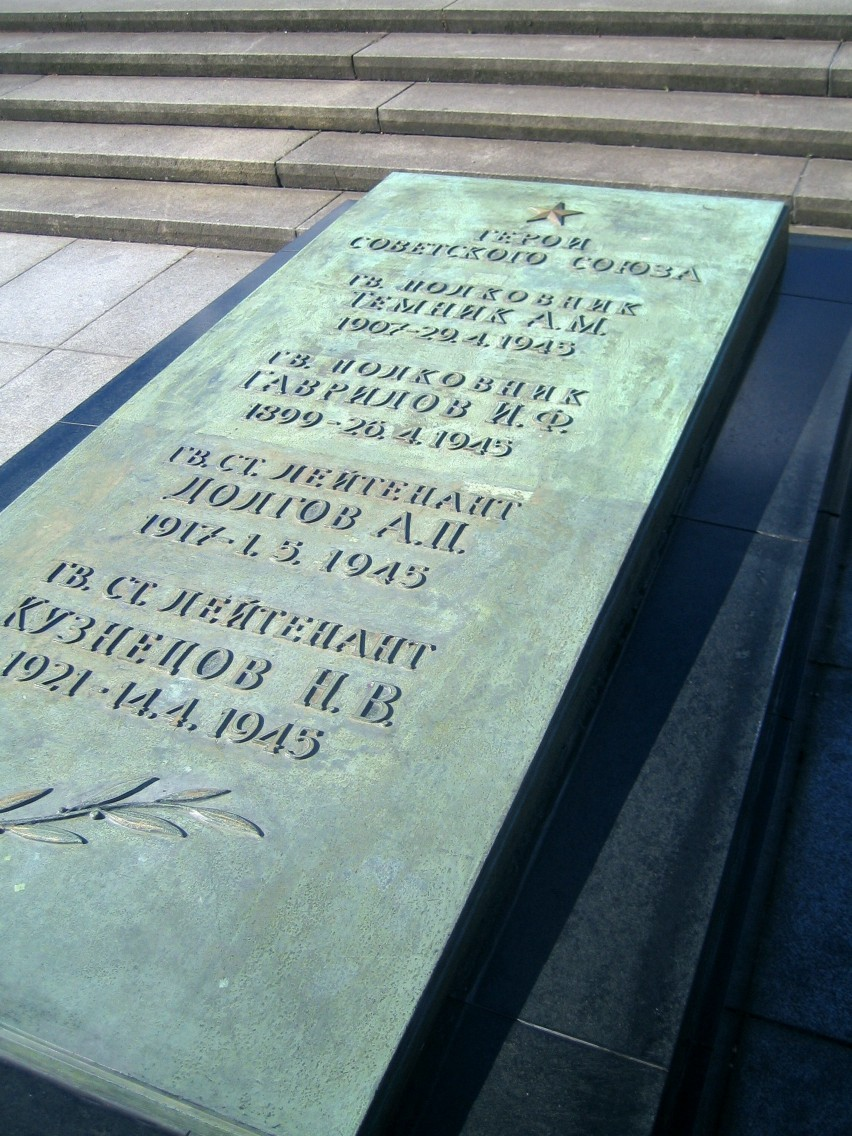
Sarkophag für vier Helden der Sowjetunion
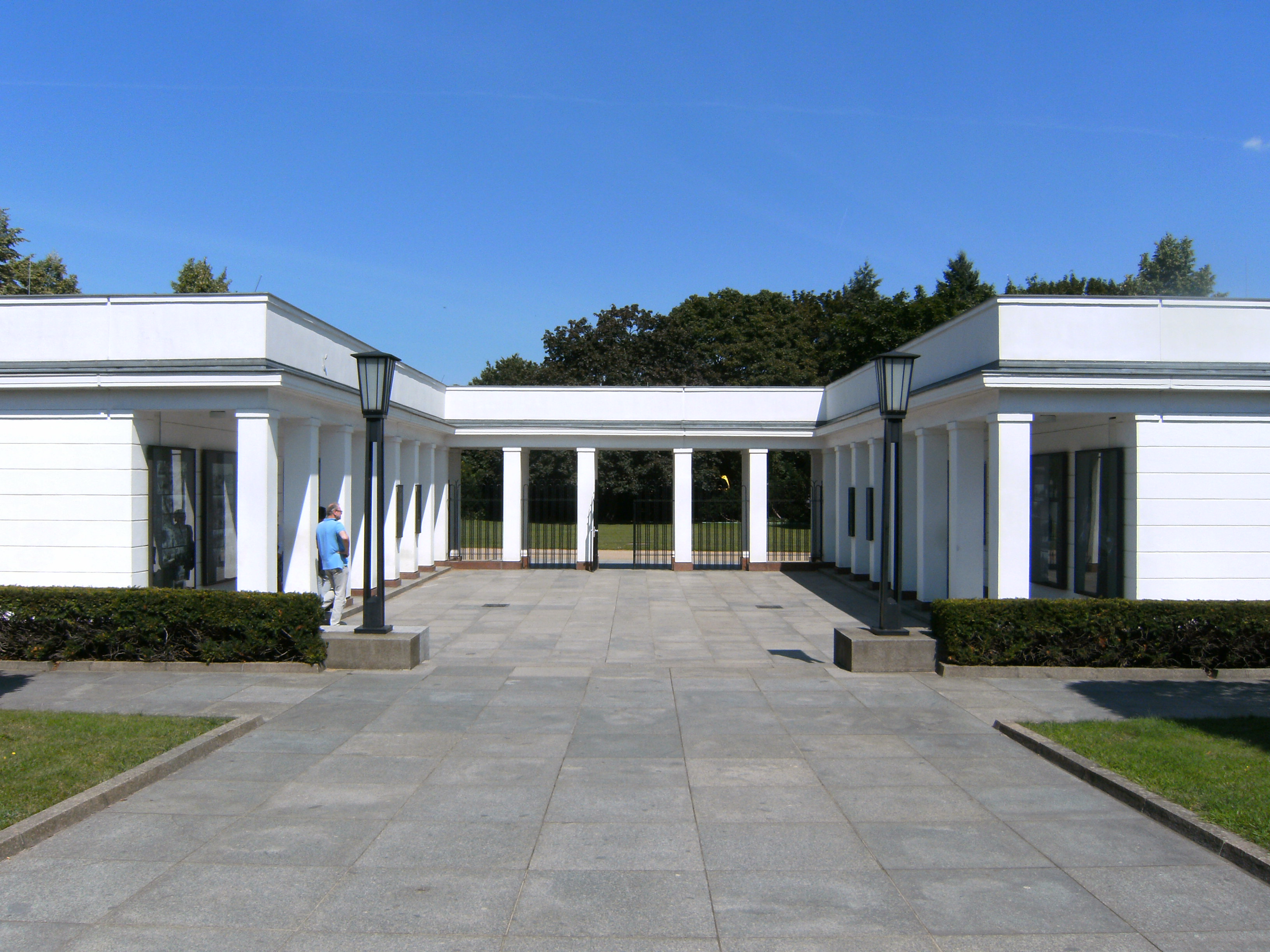
Gebäude hinter dem Ehrenmal. Dokumentation zum Zweiten Weltkrieg und Zugang zu den Grasflächen.
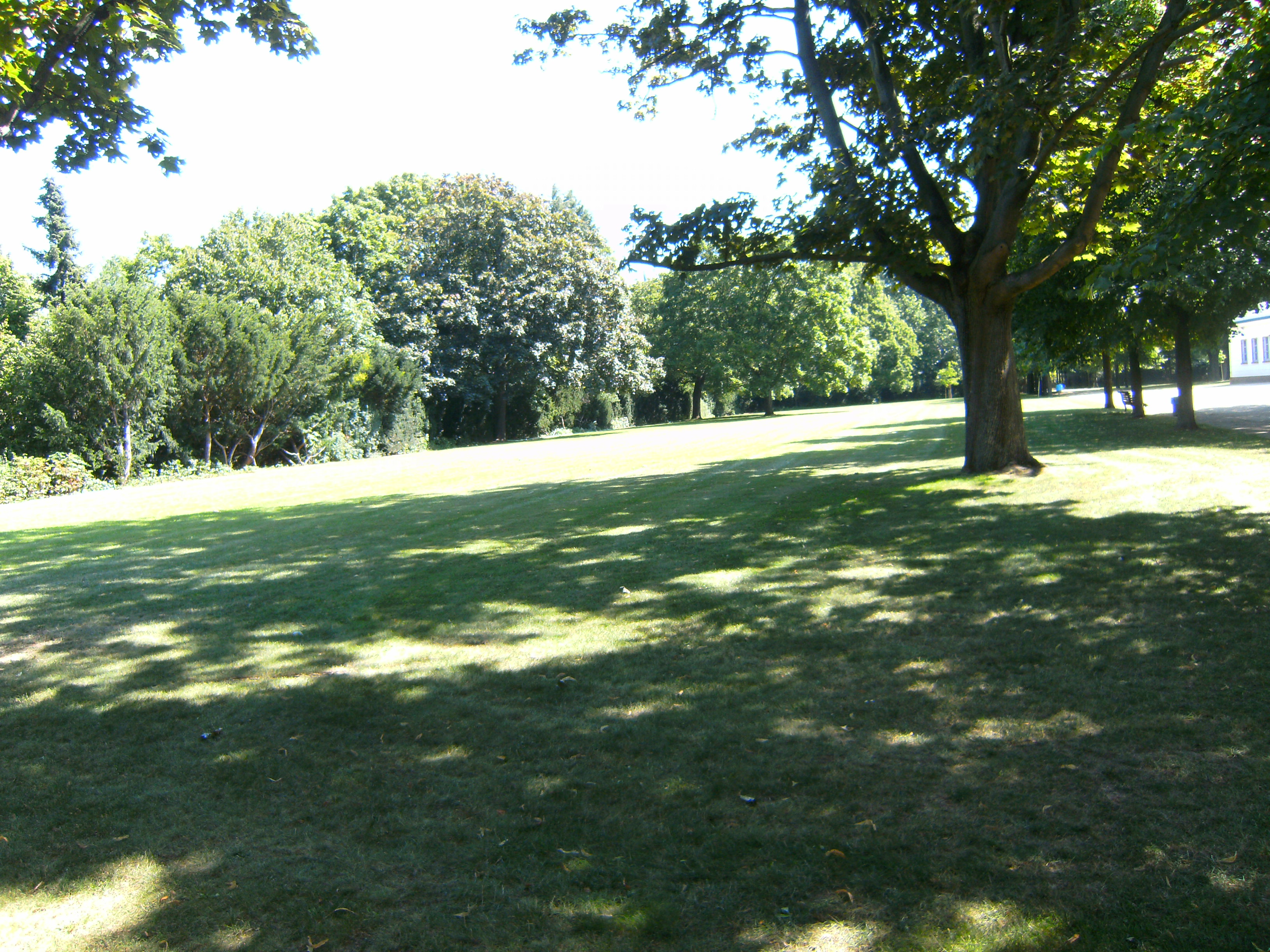
Grasfläche West-Ost hinter dem Ehrenmal, ohne Grabsteine